# Mantoida tenuis
Mantoida tenuis är en bönsyrseart som beskrevs av Perty 1833. Mantoida tenuis ingår i släktet Mantoida och familjen Mantoididae. Inga underarter finns listade i Catalogue of Life.